# 特百惠
特百惠（英語：Tupperware）是一个以其代表产品塑料食品容器知名於全球的美国家居用品品牌。1942年，伊尔·特百開發出他的第一個鐘形容器；該品牌的產品於1948年被引入公眾。
特百惠公司（英語：Tupperware Brands）開發、製造，並將其產品行銷於國際。該公司透過與約190萬名直接銷售人員簽署合同進行銷售。
在2013年，特百惠最大的市場是印度尼西亞，德國則位居第二。 印尼2015年的銷售額超過2億美元，並有250,000名銷售人員。
2024年9月18日，特百惠宣布破产。

## 緣起

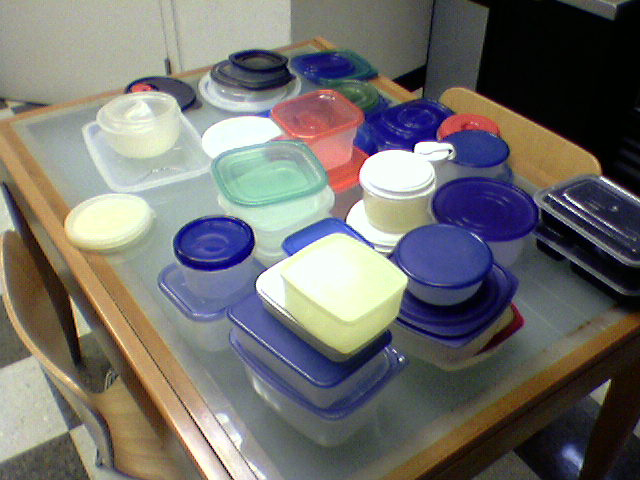
Tupperware

1930年代，美国化学家伊尔·特百在石油提炼过程中发现一种无毒无臭、质轻耐用且可塑性极强的材料聚丙烯（PP）。这种材料最初被用于生产二战使用的防毒面具。后来，他使用这种材料制成了具有食品保鲜效果的塑料容器及其使用之密封蓋。

## 全球各地分部

### 中国大陸
特百惠（中國）有限公司成立于1995年12月，为独资企业。1996年底，特百惠中国正式营业。总部设在广州，在北京、上海、成都、武汉、长春和西安均有分公司。

### 台湾
特百惠早年成立了台灣分公司，一度打入台湾市场，成績不俗。1991年美公司决定撤資，转由授权在台代理商经营；由於經營不善，2002年特百惠退出直銷協會，停止銷售業務，2006年9月1日代理期滿後收回代理權，從台灣市場絕跡。

### 日本
特百惠产品於1963年进入日本市场，現位於東京都千代田区的日本分公司於當年4月成立，事業部位於愛知縣岡崎市。

## 相关
- 保鲜容器
- 乐扣乐扣
- 諾威屈伯德